# Šetrajev sleparček
Šetrajev sleparček (znanstveno ime Pseudophilotes vicrama) je majhen metulj iz družine modrinov, ki je razširjen od zahodne Kitajske v Aziji do Turčije in Balkana do južne Finske. Pojavlja se tudi v Sloveniji.

## Opis
Zgornja stran samčevih kril je svetlo modra, ob zunanjem robu sprednjih kril pa pri njem poteka črn pas, ki se proti zadnjemu robu vse bolj oža. Ob zadnjem robu zadnjih kril so črnikaste lise med seboj jasno ločene. Krila samice so zgoraj temno rjave barve, ob telesu pa imajo moder poprh. Spodnja stran kril je siva, z modrim poprhom ob telesu. Ob zunanjem robu kril imajo samice niz petih oranžnih lis, ki se med seboj ne dotikajo. Tako samci, kot tudi samice imajo sredi zgornje strani sprednjih kril temno pego. Razpon kril znaša pri tej vrsti med 19 in 24 mm.

## Habitat
Ustrezajo mu suha in topla grmovnata pobočja in suhi travniki, kjer uspevajo rastline iz rodov šetraj (Satureja) in materina dušica (Thymus), s katerimi se hrani tako metulj, kot tudi njegove gosenice. Gosenice šetrajevega sleparčka izločajo sladek izloček, s katerim se hranijo nekatere vrste mravelj, v zameno pa mravlje ščitijo gosenice. V Sloveniji je šetrajev sleparček uvrščen na Rdeči seznam ogroženih metuljev kot ranljiva vrsta.

## Podvrste
- P. v. vicrama (Pamirs-Alai, Ghissar-Darvaz, Tian-Shan, severozahodna Indija)
- P. v. astabene (Hemming, 1932) (Kopet-Dagh)
- P. v. clara (Christoph, 1887) (Balkan, Bližnji vzhod, Združeni Arabski Emirati, Oman, Turkestan)
- P. v. pallida (Shchetkin, 1960) (Turan, južni Gisar)
- P. v. schiffermulleri (Hemming, 1929) (jugovzhodna Evropa, Mala Azija, Kavkaz, Transkavkazija, Zahodna Sibirija, Altaj)